# Zavait
Zavait (cyr. Заваит) – wieś w Bośni i Hercegowinie, w Republice Serbskiej, w gminie Foča. W 2013 roku liczyła 110 mieszkańców.